# Isola Plum
Plum è un piccolo isolotto delle isole Andreanof, nell'arcipelago delle Aleutine, e appartiene all'Alaska (USA). Si trova sul lato meridionale dell'ingresso della Bay of Islands, nella parte nord-ovest dell'isola Adak. Gli è stato dato il nome dell'omonima isola dello stato di New York.